# 尼西奧皮島

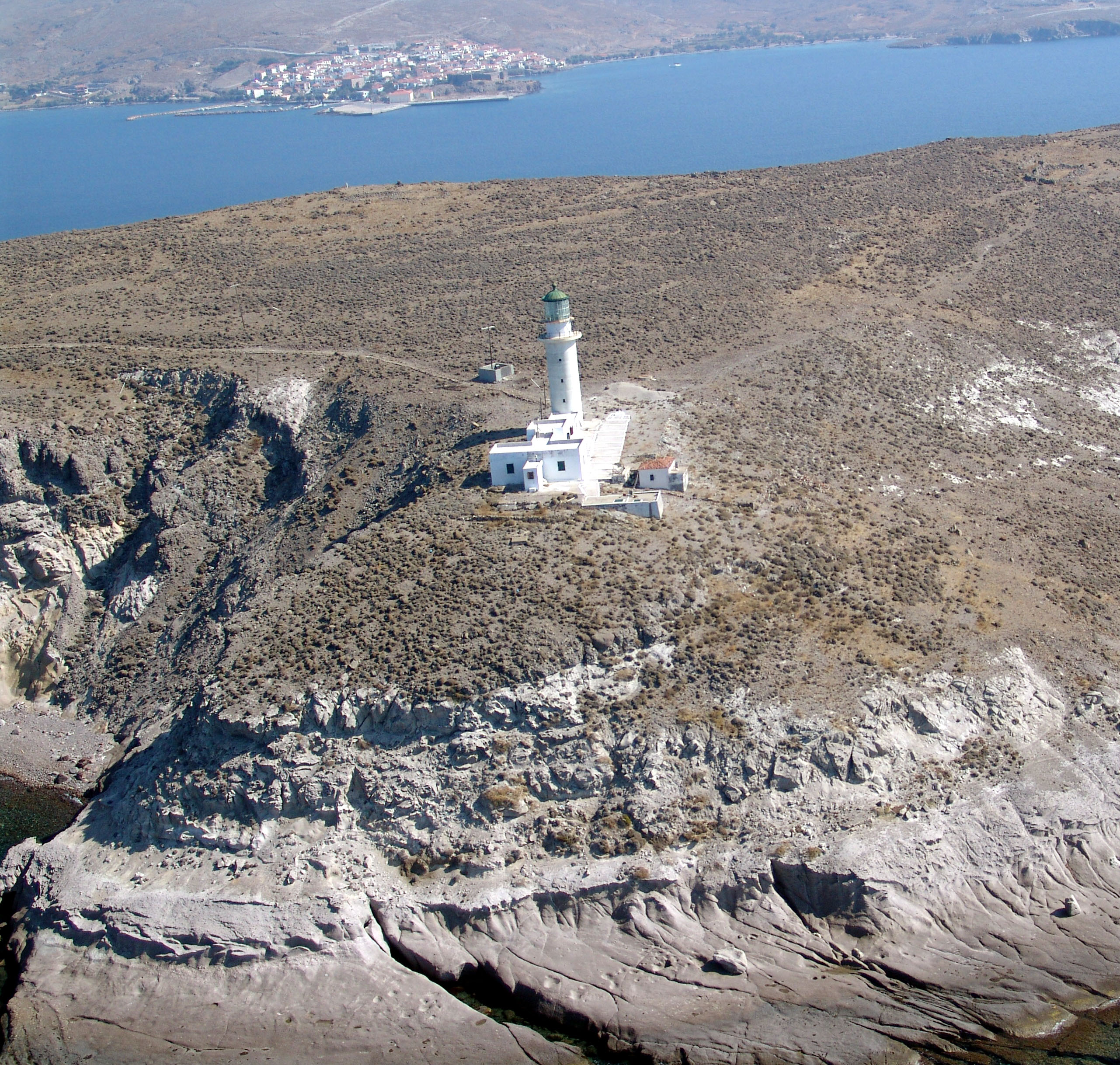

尼西奧皮島是希臘的島嶼，位於萊斯博斯島西面的愛琴海，由北愛琴大區負責管轄，長2.6公里、寬0.4公里，面積0.953平方公里，島上無人居住。
39°12′59″N 25°50′12″E / 39.2164°N 25.8366°E